# Tmesisternus convexus
Tmesisternus convexus là một loài bọ cánh cứng trong họ Cerambycidae.